# Florica
Florica is een Roemeense gemeente in het district Buzău.
Florica telt 1619 inwoners.